# Pregnenolon

Kemisk struktur på pregnenolon.

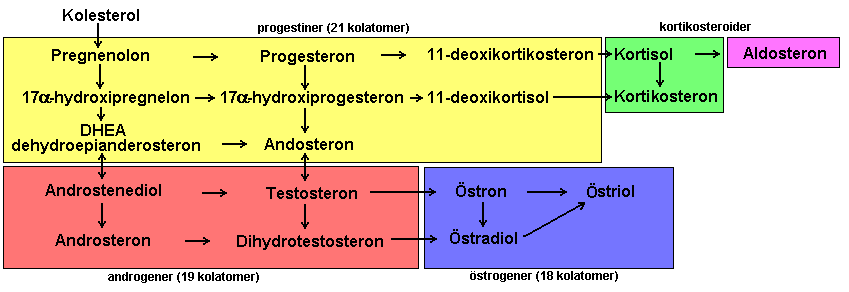
Skiss över hur pregnenolon ombildas till andra hormoner.

Pregnenolon är ett prohormon som bildar första steget i steroidsyntesen till könshormoner, mineralkortikoider och glukokortikoider, en steroid av typen pregnener, ett binjurebarkshormon och nära besläktat med progesteron.
Det bildas av kolesterol i binjurebarken och finns i de vävnader som producerar steroidhormoner, som en reaktion på bl.a. adrenokortikotropiskt hormon, follikelstimulerande hormon och luteiniserande hormon. Det bildas också i hjärnan, vilket är ett skäl till att det räknas som en neurosteroid. Det kan ombildas till progesteron och till 17-alfa-hydroxipregnenolon; det senare är en prekursor till både androgener och till östrogen.

Prognenolon är en ”negativ allostergisk modulator” för GABAB:s receptorer och ökar neurogenes i hippocampus. Det är ett viktigt hormon för minnet.